# Le Forum romain (Joinville)
 (janvier 2023).
La mise en forme du texte ne suit pas les recommandations de Wikipédia : il faut le « wikifier ».
Les points d'amélioration suivants sont les cas les plus fréquents. Le détail des points à revoir est peut-être précisé sur la page de discussion.
- Les titres sont pré-formatés par le logiciel. Ils ne sont ni en capitales, ni en gras.
- Le texte ne doit pas être écrit en capitales (les noms de famille non plus), ni en gras, ni en italique, ni en « petit »…
- Le gras n'est utilisé que pour surligner le titre de l'article dans l'introduction, une seule fois.
- L'italique est rarement utilisé : mots en langue étrangère, titres d'œuvres, noms de bateaux, etc.
- Les citations ne sont pas en italique mais en corps de texte normal. Elles sont entourées par des guillemets français : « et ».
- Les listes à puces sont à éviter, des paragraphes rédigés étant largement préférés. Les tableaux sont à réserver à la présentation de données structurées (résultats, etc.).
- Les appels de note de bas de page (petits chiffres en exposant, introduits par l'outil «  Source ») sont à placer entre la fin de phrase et le point final[comme ça].
- Les liens internes (vers d'autres articles de Wikipédia) sont à choisir avec parcimonie. Créez des liens vers des articles approfondissant le sujet. Les termes génériques sans rapport avec le sujet sont à éviter, ainsi que les répétitions de liens vers un même terme.
- Les liens externes sont à placer uniquement dans une section « Liens externes », à la fin de l'article. Ces liens sont à choisir avec parcimonie suivant les règles définies. Si un lien sert de source à l'article, son insertion dans le texte est à faire par les notes de bas de page.
- La présentation des références doit suivre les conventions bibliographiques. Il est recommandé d'utiliser les modèles {{Ouvrage}}, {{Chapitre}}, {{Article}}, {{Lien web}} et/ou {{Bibliographie}}. Le mode d'édition visuel peut mettre en forme automatiquement les références.
- Insérer une infobox (cadre d'informations à droite) n'est pas obligatoire pour parachever la mise en page.

Pour une aide détaillée, merci de consulter Aide:Wikification.
Si vous pensez que ces points ont été résolus, vous pouvez retirer ce bandeau et améliorer la mise en forme d'un autre article.
 (janvier 2023).
Si vous disposez d'ouvrages ou d'articles de référence ou si vous connaissez des sites web de qualité traitant du thème abordé ici, merci de compléter l'article en donnant les références utiles à sa vérifiabilité et en les liant à la section « Notes et références ».
Le Forum romain  est un tableau du peintre français Antoine-Victor-Edmond-Madeleine Joinville.

## Biographie
L’auteur du tableau est Antoine-Victor-Edmond-Madeleine Joinville, né en 1801 à Paris et mort en 1849. C’est un peintre de sujets épiques, paysagers et un dessinateur. Il a fait l’École des Beaux-Arts. Il a été l’élève de Louis Hersent. C’est un peintre d’histoire très influencé par le néo-classicisme dû à son apprentissage avec David. Sa carrière se déroule plutôt en Italie mais il expose malgré tout au Salon de 1831 à 1848. Il va également faire des peintures de paysages algériens.	

## L'œuvre

### Thème
La représentation du forum romain est un thème fréquent pour Joinville, grâce à ses nombreux voyages en Italie. On dit de lui qu'il est le « digne héritier des célèbres paysagistes français du XVIIe siècle de Poussin et du Lorrain ». En effet, « le Lorrain ne traite plus le paysage comme un arrière-fond. Il va faire du paysage un vrai genre pictural. Il est fasciné par les paysages de ruines et la campagne romaine, à l’antiquité. Le Lorrain va influencer l’art du paysage dans toute l’Europe ». Ses œuvres sont fidèles à la grande tradition classique, notamment par le choix des ruines antiques. Il détaille chaque monument qu’il observe, des bas-reliefs aux éléments décoratifs. Il y insère des scénettes pittoresques qui le passionnent.

### Caractéristiques
Le tableau s'intitule le Forum romain, il s’agit d’une huile sur toile. Nous n’avons pas la date de production, elle est illisible. Mais on peut l'estimer à 2ᵉ quart XIXe siècle. Il s’agit d’un tableau de petit format  : 40,7 × 56,5 cm. Le cadre de style Régence avec des ornements, date du XIXe siècle. Le tableau est entré dans la collection du musées des Beaux-Arts de Troyes en 1918 grâce au legs d’Auguste Millard, médecin parisien originaire de Troyes. Il va notamment donner de l’argent pour faire agrandir la bibliothèque et le musée de Troyes. La toile a été prêtée une fois, pour l’exposition « Romanticismo, il nuovo sentiments della natura », à Trente en Italie, au Palais d’Albert, du 15 mai au 29 août 1993. Le tableau est enregistré sur la base Joconde.

## Description
Le regard est interpellé par les ruines antiques dans la lumière au centre du tableau. Puis vers les ruines éloignées qui se fond dans le ciel bleu dans le fond du tableau. Ce n'est qu'en toute fin que notre regard revient sur les différentes scènes pittoresques placées dans l’ombre au début du tableau.

### Au premier plan
À gauche du tableau, il y a un groupe d’hommes et un chien, ils sont réunis sur l’herbe ou assis sur des morceaux de colonnes qui jonchent le sol. Un autre groupe, cette fois-ci de femmes, attendent au pied de la fontaine. Des passants semblent se diriger vers le forum, en empruntant la Voie Sacrée ou « Via Sacra », la plus ancienne rue de Rome et la principale rue pendant l’Antiquité, les cérémonies triomphantes et religieuses s’y déroulaient. Elle traverse le forum romain sur toute sa longueur du Colisée jusqu’au temple de Jupiter. D'autres groupes animent le parvis du temples de Vénus et de Rome de par leur présence. Ils sont en tenues d’époque.

### Au second plan
L’arc de triomphe de Constantin est reconnaissable grâce à la statue de prisonnier Dace sur la façade Nord. À droite, « les reflets du couché de soleil éclairent les murs du Colisée dont on peut apercevoir quelques arcades. Entre ces deux édifices se trouve une fontaine, qui n’existe plus aujourd’hui détruite dans les années 1930, elle fut construite par Titus et reconstruite par Constantin, elle était en forme de cône ».
Plus loin à droite, dominent les restes des absides du temple de Vénus et de Rome dont la partie orientée vers le forum est englobée dans l’église Sainte-Françoise-la-Romaine qui est elle-même adossée au couvent des moines Olivétains. 
Au fond, on peut voir l’arc de triomphe de Titus qui émerge de la végétation, alors que l’horizon lointain est fermé par les constructions du Capitol : à gauche le palais sénatorial reconnaissable grâce à son campanile (tour qui abrite des cloches) et à droite l’église Saint-Joseph des Charpentiers.

## Analyse
Il s’agit d’un paysage historique classique où sont placés des personnages qui créent une scène. La succession des plans est évidente : ce sont les personnages qui permettent d'identifier les différents plans. Ce paysage est une référence directe à la Vue du Campo Vaccino de Claude Gellée dit « Le Lorrain », de 1636 conservé au musée du Louvre, mais avec une orientation du site différente. Joinville va peindre d’autres œuvres sur le même thème, notamment Vue du Campo Vaccino à Rome en 1827, conservé au musée de Chartres. D’autres peintres de l’époque comme Jean-Baptiste-Camille Corot vont peindre L’arc de Constantin et le Forum romain de manière très similaire à l’œuvre de Joinville, rien que du même point de vue. 
Ici, Joinville dépeint avec la précision d’un archéologue ce site historique empreint de pittoresque ou comment la Rome antique côtoie la Rome du XVIIe siècle. Joinville emploie plutôt des couleurs chaudes dans son œuvre, du jaune, de l’orange donnant l’impression d’être en été en fin de journée et de chaleur qui se dégage du tableau.
Aujourd’hui encore, on peut voir les mêmes ruines antiques peintes par Joinville au XIXe siècle, hormis la fontaine et la végétation qui ne sont plus là, et remplacé par des pavés et des touristes, la vue est identique. 

### Livres
- Emmanuel. Bénézit, Dictionnaire des peintres sculpteurs dessinateurs et graveurs, tome 6, JAC-LOY, Paris,  Gründ, 1976, p. 89.  [en ligne] https://gallica.bnf.fr/ark:/12148/bpt6k3042184b.texteImage
- Jean-Jacques Breton, Philippe Cachau et Dominique Williatte, L’histoire de l’art pour les nuls, Paris, First Editions, 2006, p. 110.

### Dossier d'œuvre
- Prédilections académiques [Texte imprimé] : peintures et sculptures du XIXe siècle des collections du musée : [exposition], Musée des beaux-arts de Troyes, 25 mars-29 mai 1989.
- Mémoires de la SAA - tome CXXXIX - 2015.
- Feuille d’œuvre, Antoine-Edmond Joinville, le forum romain, n°inventaire : 18.1.17.
- Lydia Harambourg, Dictionnaire des peintres paysagistes au XIXe siècle, Paris, Ides et calendes, 1986.
- Un parcours européen à Troyes [Texte imprimé] : 27 pays, artistes & œuvres : [exposition], Musée des beaux-arts de Troyes, 1 août-31 décembre 2008.